# Camaiore
Camaiore är en ort och kommun i provinsen Lucca i regionen Toscana i Italien. Kommunen hade 32 283 invånare (2018).